# Jean-Pierre Demongeot
Pour les articles homonymes, voir Demongeot.
Jean-Pierre Demongeot est un homme politique français né le 9 février 1769 à Wassy (Haute-Marne) et décédé le 7 septembre 1820 à Wassy.

## Biographie
Procureur impérial à Wassy, il est député de la Haute-Marne en 1815, pendant les Cent-Jours.

## Sources
- « Jean-Pierre Demongeot », dans Adolphe Robert et Gaston Cougny, Dictionnaire des parlementaires français, Edgar Bourloton, 1889-1891 [détail de l’édition]